# Cantonul Séderon
Cantonul Séderon este un canton din arondismentul Nyons, departamentul Drôme, regiunea Rhône-Alpes, Franța.

## Comune
- Aulan
- Ballons
- Barret-de-Lioure
- Eygalayes
- Ferrassières
- Izon-la-Bruisse
- Laborel
- Lachau
- Mévouillon
- Montauban-sur-l'Ouvèze
- Montbrun-les-Bains
- Montfroc
- Montguers
- Reilhanette
- Séderon (reședință)
- Vers-sur-Méouge
- Villebois-les-Pins
- Villefranche-le-Château